# Extensa
Extensa – powieść science fiction autorstwa Jacka Dukaja, która ukazała się w 2002 roku nakładem Wydawnictwa Literackiego.
Akcja powieści rozgrywa się w post-osobliwościowym społeczeństwie, w którym część ludzkości postanowiła żyć według starych zwyczajów, gdy większość rozwinęła się tak, że już nie przypomina w niczym ludzi.

## Analiza
Jednym z głównych wątków w powieści jest pojęcie obcości. Innym jest kontakt z Obcymi, i trudność pokojowego nawiązania takiego kontaktu na zasadach równorzędności. Sam Dukaj opisał motyw przewodni książki jako konflikt kultur i cywilzacji.
Powieść tak była pierwszą powieścią Dukaja wydaną przez Wydawnictwo Literackie (poprzednie były wydane przez SuperNową) i interpretowana jest jako moment, gdy twórczość Dukaja została doceniona przez tzw. mainstream literacki.

## Odbiór
Powieść była nominowana do Nagrody im. Janusza A. Zajdla w roku 2002.
W 2012 r. książka została wydana w j. węgierskim.